# Caenophanes rasilis
Caenophanes rasilis är en stekelart som beskrevs av Sergey A. Belokobylskij och Maeto 2006. Caenophanes rasilis ingår i släktet Caenophanes och familjen bracksteklar. Inga underarter finns listade.